# 아라과이아강
아라과이아강(브라질 포르투갈어: Rio Araguaia, 영어: Araguaia River)은 브라질의 주요 강 중의 하나이다. 아라과이아강은 토칸칭스강의 주 지류이다. 총 길이는 약 2,627 km(1,632 mi)이다. "아라과이아"는 투피어로 "(빨간) 마코앵무새의 강"을 뜻한다.

## 같이 보기
- 탈산림화